# كوتا يامادا
كوتا يامادا (باليابانية: 山田 康太) (10 يوليو 1999 في كاناغاوا في اليابان – )؛ هو لاعب كرة قدم سابق كان يلعب كلاعب وسط.

## وصلات خارجية
- كوتا يامادا على موقع رابطة كرة القدم اليابانية للمحترفين (اليابانية)
- كوتا يامادا على موقع قاعدة بيانات كرة القدم.إي يو (الإنجليزية)
- كوتا يامادا على موقع Soccerway.com (الإنجليزية)
- كوتا يامادا على موقع عالم كرة القدم.نت (الإنجليزية)